# Sensée
La Sensée è un fiume della Francia che scorre nei dipartimenti del Nord e del Passo di Calais. È un affluente della Schelda.

## Geografia
Il corso della Sensée è lungo 27,1 chilometri.
Essa nasce a Saint-Léger a ovest di Croisilles (Passo di Calais), passa a Lécluse, confluisce nel canale del Nord ad Arleux, poi nel canale a grande sagoma a Bouchain poiché il bacino idrografico della Sensée è stato tagliato in due dalla creazione del canale a grande sagoma. La sua pendenza media è del 2,42‰.

### Comuni attraversati
Nei due dipartimenti del Nord e del Passo di Calais, la Sensée attraversa tredici comuni:
- da monte verso valle: Saint-Léger (sorgente), Croisilles, Fontaine-lès-Croisilles, Chérisy, Vis-en-Artois, Rémy, Éterpigny, Étaing, Lécluse, Tortequesne, Écourt-Saint-Quentin, Palluel, Arleux (confluenza).

In termini di cantoni, la Sensée nasce nel cantone di Croisilles, attraversa i cantoni di Vitry-en-Artois e di Marquion e confluisce nel cantone di Arleux, il tutto nei due arrondissement di Arras e di Douai.

### Bacino idrografico
La valle de la Sensée è una zona umida che si estende da Lécluse a Bouchain. È attraversata da un Sentiero della grande randonnée, il GR 121.

## Affluenti
La Sensée ha vari affluenti (rd= riva destra; rs=riva sinistra):
- Il Cojeul (rs) 26,6 km
- la Lugy (rd) 1,7 km sui les due comuni di Éterpigny, Rémy.
- la Trinquise o il Trinquis (rs) 9,8 km
- l'Agache (rd) per la Sensée a monte,
- la Naville Tortue (rs) per la Sensée a valle[2].

## Storia
La Sensée ebbe un ruolo importante nell'Assedio di Bouchain della guerra di successione spagnola (1711) e nelle battaglie della prima guerra mondiale di Cambrai (1917) e di Cambrai-San Quintino (1918).